# Catarina Camufal
Catarina Camufal (ur. 30 marca 1980 roku) – angolska koszykarka występująca na pozycji rozgrywającej, złota medalistka na mistrzostwach Afryki w 2011 roku oraz dwukrotna brązowa medalistka z 2007 i 2009 r. Debiutantka na Letnich Igrzyskach Olimpijskich 2012 w Londynie.
Studiowała socjologię na Uniwersytecie Lusiada w Angoli.